# Pimpinella bobrovii
Pimpinella bobrovii är en flockblommig växtart som först beskrevs av Jurij Nikolajevitj Voronov och Boris Konstantinovich Schischkin, och fick sitt nu gällande namn av Minosuke Hiroe. Pimpinella bobrovii ingår i släktet bockrötter, och familjen flockblommiga växter. Inga underarter finns listade i Catalogue of Life.